# Betemetett nyomok, emlékek rönkje
A Betemetett nyomok, emlékek rönkje Ágh Attila 1981-ben megjelent műve. A könyv alcíme: Világtörténelmi utazás a korai civilizációkban. A cím a könyv mottója, a Gilgames-eposzból származik.

## A könyvről
A könyv összefoglalja a történelem eseményeit  (mitológia,  kereskedelem, kultúra,  civilizációk stb.) a legősibb kultúráktól egészen Európáig. Ezek segítségére pedig a könyvben levő térképek és képek szolgálnak. Ezenkívül megtalálható benne számos idézet régi írásokból és más könyvekből. A könyv 331 oldalas.

## Összefoglaló
Az 1. fejezet: A civilizációk születésének előjátéka. Itt megismerkedhetünk az ősi kultúrákkal, népvándorlásokkal és, hogy miként éltek az akkori törzsek. Majd hogyan jöttek létre az első gyűjtögető társadalmak és milyen viszonyban voltak a zsákmányolók a gyűjtögetőkkel szemben.
A 2. fejezet: Az óvilág ősi civilizációi: Már az i. e. VI-V. évezred körül járunk. Megjelennek a feketefejű sumérok és a mezopotámiai civilizáció előtörténete. Majd a Folyam-völgy déli részén Gilgames városát, de előbb a civilizáció bölcsőjét látogathatjuk meg. Végül a fejezet az asszírok és perzsák virágkorával és bukásával záródik.
A következő alfejezet (2.) az egyiptomiakról, főleg a fáraókról szól. Az egyiptomiakról sokan úgy tartják, hogy az atlantisziak leszármazottjai és ezért tudták megépíteni a piramisokat. Bár a piramisok építéséhez többféle elmélet is tartozik. Visszatérve a fejezethez, az egész Egyiptom felfedezésével kezdődik, majd az ország történetével folytatódik és a hódítókkal végül pedig a Nílus rendszeres kiöntéseivel és a társadalmi piramissal zárul.
Ezek után pedig megismerhetjük Indiát, Kínát és Japánt, az óvilág civilizációja fejezet pedig az úgynevezett "fekete Afrikával" zárul.
A 3. fejezet - Az Újvilág korai civilizációi: Elsősorban a Kolumbusz előtti Amerikában élő törzseket ismerhetjük meg, majd hogy hogyan hódították meg őket a spanyol hódítók.
Az első alfejezet az inkákról szól és az inka társadalom "világrekordjairól". A második fejezet az aztékokról szól, akikből katonaállam lett, végül a majákkal záródik, kiknek naptára még az európaiakénál is pontosabb volt.
A 4. fejezet: Az európai civilizáció születése. Itt először a görög civilizációval és az írás történetével találkozhatunk, majd Európa első városával, végül pedig egy legendáról és egy drámáról olvashatunk benne.
Az 5. fejezet: A kultúrtörténet országútján. Itt világtörténelmi találkozásokat és táblázatokat láthatunk.

## Ágh Attila egyéb könyvei
- A történelem kérdőjelei
- Globális kihívás